# Mu Normae
Mu Normae (μ Nor) è una stella supergigante blu situata nella costellazione del Regolo a circa 4240 anni luce dalla Terra, anche se il margine di errore è piuttosto grande, di circa 1540 anni luce.

## Osservazione
La sua posizione moderatamente australe fa sì che questa stella sia osservabile specialmente dall'emisfero sud, in cui si mostra alta nel cielo nella fascia temperata; dall'emisfero boreale la sua osservazione risulta invece più penalizzata, specialmente al di fuori della sua fascia tropicale. La sua magnitudine pari a +4,94, fa sì che possa essere scorta solo con un cielo sufficientemente libero dagli effetti dell'inquinamento luminoso.
Il periodo migliore per la sua osservazione nel cielo serale ricade nei mesi compresi fra maggio e settembre; nell'emisfero sud è visibile anche per gran parte della primavera, grazie alla declinazione boreale della stella, mentre nell'emisfero nord può essere osservata in particolare durante i mesi estivi boreali.

## Caratteristiche fisiche
La stella è una calda e massiccia supergigante blu di classe spettrale O9,7 o B0Ia. Tuttavia sarebbe quasi 1 magnitudine più luminosa, ma a causa delle polveri interstellari presenti sulla nostra linea visiva, appare più debole. A causa dell'incertezza sulla distanza, i parametri fisici sono molto approssimativi: se le misure sono corrette, la temperatura superficiale misura circa 30.500 K e la luminosità equivale a circa 500.000 volte quella del Sole, rendendo questa stella una delle più luminose della galassia. Il raggio sarebbe l'equivalente di 25 raggi solari e la sua massa risulterebbe 40 volte quella del Sole.
Se la distanza è più grande, potrebbe essere anche un milione di volte più luminosa, mentre la massa arriverebbe a misurare circa 60 volte la massa della nostra stella. Esiste anche la possibilità che l'astro sia più vicino, facendo ridimensionare la massa, che misurerebbe "solo" 25 volte quella solare, e la sua luminosità. 
Nonostante la sua classificazione, la stella potrebbe infatti essere ancora alla fine della sua permanenza nella sequenza principale, e non aver ancora raggiunto lo stadio di stella supergigante.
Come la maggior parte di queste stelle, Mu Normae possiede un potente vento stellare, che supera i 1750 km/s; a causa di questo vento, dall'inizio della sua esistenza, l'astro ha già forse perso quasi il 10% della sua massa originaria.
Mu Normae sembra far parte dell'ammasso aperto NGC 6169, dell'associazione OB Ara OB1 ed è una Variabile Alfa Cygni.